# إيفا كالفو
إيفا كالفو (بالإسبانية: Eva Calvo Gómez)‏ هي لاعبة تايكوندو إسبانية، ولدت في 29 يوليو 1991 في مدريد في إسبانيا.

## وصلات خارجية
- إيفا كالفو على موقع TaekwondoData.com (الإنجليزية)
- إيفا كالفو على موقع اللجنة الأولمبية الدولية (الإنجليزية)
- إيفا كالفو على موقع أوليمبيديا (الإنجليزية)